# Вогні (фільм)
«Вогні» (рос. «Огни») — російський радянський фільм 1984 року режисера Соломона Шустера, за мотивами оповідань А. П. Чехова.

## Зміст
Молодий інженер Ананьєв, слідуючи у відпустку на Кавказ, зупиняється в місті N. Там він зустрічає своє перше кохання — Наталію Степанівну. В її серці відразу спалахують старі почуття. Вона хоче бути з коханою людиною. Єдиною, але майже непереборною перешкодою є її шлюб з відомими банківськими діячем.

## Ролі виконали
- Євген Леонов-Гладишев — Ананьєв
- Тетяна Догілєва — Наталія Степанівна — (рос.)„Кисочка“
- Владислав Стржельчик — її чоловік
- Георгій Бурков — приятель чоловіка
- Олег Корчиков — мужик
- У картині звучить «Подорожня пісня» ((рос.)«Попутная песня») Михайла Глинки на вірші Нестора Кукольника.